# Rien Maat
Rien Maat (Den Haag, 1937) is een Nederlandse kunstenaar, bekend om zijn schilderijen, tekeningen en beeldhouwwerken. In de jaren '60 en '70 nam hij deel aan exposities.

## Biografie
Rien Maat werd in 1937 geboren in Den Haag. Als kind was hij een verwoed tekenaar en verbleef hij in diverse kindertehuizen. Die tehuizen vonden het tekenen maar niks, hij moest een vak leren en werd bankwerker. Daarna was hij in dienst bij een autogarage en ook een jaar bij Polygoon-Profilti Productie. In militaire dienst kreeg hij van een officier de ruimte om zich met kunst bezig te houden. Van 1958 tot 1960 volgde Maat een kunstopleiding bij de Koninklijke Academie van Beeldende Kunsten en de Vrije Academie in Den Haag.
Regelmatig had Maat onenigheid met kunstinstellingen over zijn werk. Zo haalde hij in mei 1960 met een bakfiets zijn beeldhouwwerk Leunend veranderen uit het Haags Gemeentemuseum weg, omdat de jury van de Jacob Marisprijs dit beeldhouwwerk alleen had geaccepteerd bij wijze van aanmoediging. Volgens Maat en vier collega jonge beeldhouwers, hoorde een beeld dat door een jury als 'onrijp' werd beschouwd, niet in een museum thuis. De vijf "protestanten" exposeerden hun werk hierna twee weken in de buitenlucht.
In augustus 1960 wees de jury van de Jacob Marisprijs zijn inzending Kruipend steen af. Met een smoes dat hij op vakantie ging, haalde hij het kunstwerk niet na de tentoonstelling bij de Pulchri Studio af, maar op de ochtend voor de opening. Hij laadde het kunstwerk in een gehuurde bakfiets en stalde die 's middags bij de voordeur van de studio. Zo kon het publiek dat op de tentoonstelling af kwam, toch zijn werk zien.
Maat kreeg in 1962 opdracht voor een wandsculptuur in leisteen voor een Rijswijkse leisteenfabrikant. Het zou het eerste kunstwerk van leisteen zijn dat door een Nederlander was gemaakt.
In de periode 1960-1968 legde hij zich toe op beeldhouwen, waarbij hij gebruik maakte van gips en metaal. In 1965 stond werk van hem in de Hortus botanicus Leiden. In 1966 stond werk van hem tentoon in de Keukenhof. Vanaf 1968 maakte hij olieverfschilderijen.
In 1971 ontving hij een bronzen medaille bij de Europaprijs te Oostende. Tevens was hij in dat jaar lid van de Haagse Kunstkring.